# Per te qualcosa ancora/E vorrei
Per te qualcosa ancora/E vorrei è il secondo singolo dei Pooh del 1974, anno in cui i Pooh non pubblicarono album di brani inediti.

## Il disco
Il disco venne realizzato nei locali presso Roncobilaccio sull'autostrada del Sole, all'epoca un luogo spesso frequentato dai Pooh per lavoro.
Il 45 giri si assestò alle soglie della classifica di hit parade, che all'epoca comprendeva i primi otto posti.
I pezzi non furono inclusi nel 33 giri Un po' del nostro tempo migliore, che sarebbe uscito alcuni mesi più tardi e che sarebbe rimasto senza singoli estratti. I due brani erano infatti stati abbinati alla prima raccolta antologica del complesso, la 1971-1974.

## I brani
Le canzoni confermano la scelta delle tematiche amorose, che ha portato il gruppo al successo e che viene insieme al produttore seguita in tutta la prima metà degli anni settanta.
- Per te qualcosa ancora (di Facchinetti-Negrini) narra l'incontro tra una donna ed un uomo dopo la loro separazione, evento che ha portato solitudine al protagonista, mentre la sua ex partner è ritornata alla vita. Descrive infatti le sensazioni di tranquillità e rinascita avvertite dall'uomo che osserva la sua ex donna come se fosse illuminata da una nuova luce che la rende molto più bella nel "suo nuovo mondo". La canzone, presentata in concerto fino al 1976, venne poi messa da parte, ma fu in seguito nuovamente proposta in parecchie raccolte come La grande festa o l'album live Noi con voi. La voce principale di questo pezzo è quella di Roby anche se nelle prime strofe Dodi Battaglia, all'epoca ancora Dody, accompagna cantando nella stessa tonalità fino all'inciso. È considerata da molti una delle canzoni più rappresentative dei Pooh, sebbene non abbia riscosso il successo dei singoli degli anni immediatamente precedenti.
- Anche in E vorrei (di Facchinetti-Negrini, retro del disco) tornano le tematiche degli amori finiti trattate in questo singolo come nel precedente. La voce solista di questa canzone è quella di Dody.

Si distingue, nei due brani di questo singolo, il mandolino di Dody Battaglia. Arrangia e dirige l'orchestra Gianfranco Monaldi.

## Formazione
- Roby Facchinetti - tastiere, voce solista
- Dody Battaglia - chitarra, mandolino, voce solista
- Stefano D'Orazio - batteria, cori
- Red Canzian - basso, cori